# Slag bij Bean's Station
De Slag bij Bean's Station vond plaats op 14 december 1863 in Grainger County, Tennessee tijdens de Amerikaanse Burgeroorlog. Na de mislukken van het beleg van Knoxville had de Zuidelijke luitenant-generaal James Longstreet op 4 december het beleg opgeheven. Hij vertrok met zijn leger in noordoostelijke richting. Hij werd achtervolgd door generaal-majoor John G. Parke die net generaal-majoor Ambrose E. Burnside opgevolgd had.
Op 13 december bevond brigadegeneraal James M Shackelford, bevelhebber van de Noordelijke cavalerie, zich bij Bean’s Station. Hij had 4.000 cavaleristen bij zich om Longstreet te vinden. Longstreet besloot deze achtervolgingsmacht aan te vallen en Bean’s Station te veroveren. Drie Zuidelijke colonnes en ondersteunende artillerie rukten op naar de Noordelijke stellingen om ze bij verrassing aan te vallen. Rond 14.00u op 14 december botste een Zuidelijke colonne op de Noordelijke voorposten. De Noordelijken slaagden erin om stand te houden en stuurden een boodschapper naar Shackelford met het nieuws. Hij stelde zijn troepen op en ging over tot de aanval.
De Noordelijken hielden stand tegen herhaalde Zuidelijke aanvallen. De balans sloeg pas door naar Zuidelijke zijde toen ze erin slaagden om versterkingen aan te voeren. Bij het invallen van de duisternis trokken de Noordelijken zich terug via Bean’s Gap naar de Blain’s Cross Roads. Longstreet zette de aanval de volgende morgen verder. Toen hij op sterke defensieve stellingen botste bij Blain’s Cross Roads trok hij zich terug. Hij trok zijn troepen terug naar de winterkwartieren bij Russelville, Tennessee.

## Achtergrond

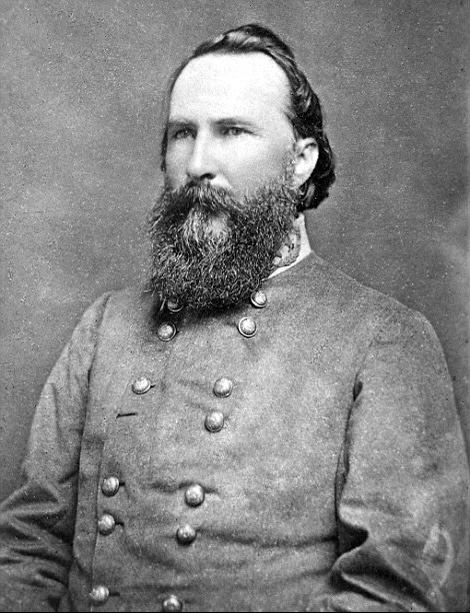
Luitenant-generaal James Longstreet, Zuidelijke bevelhebber
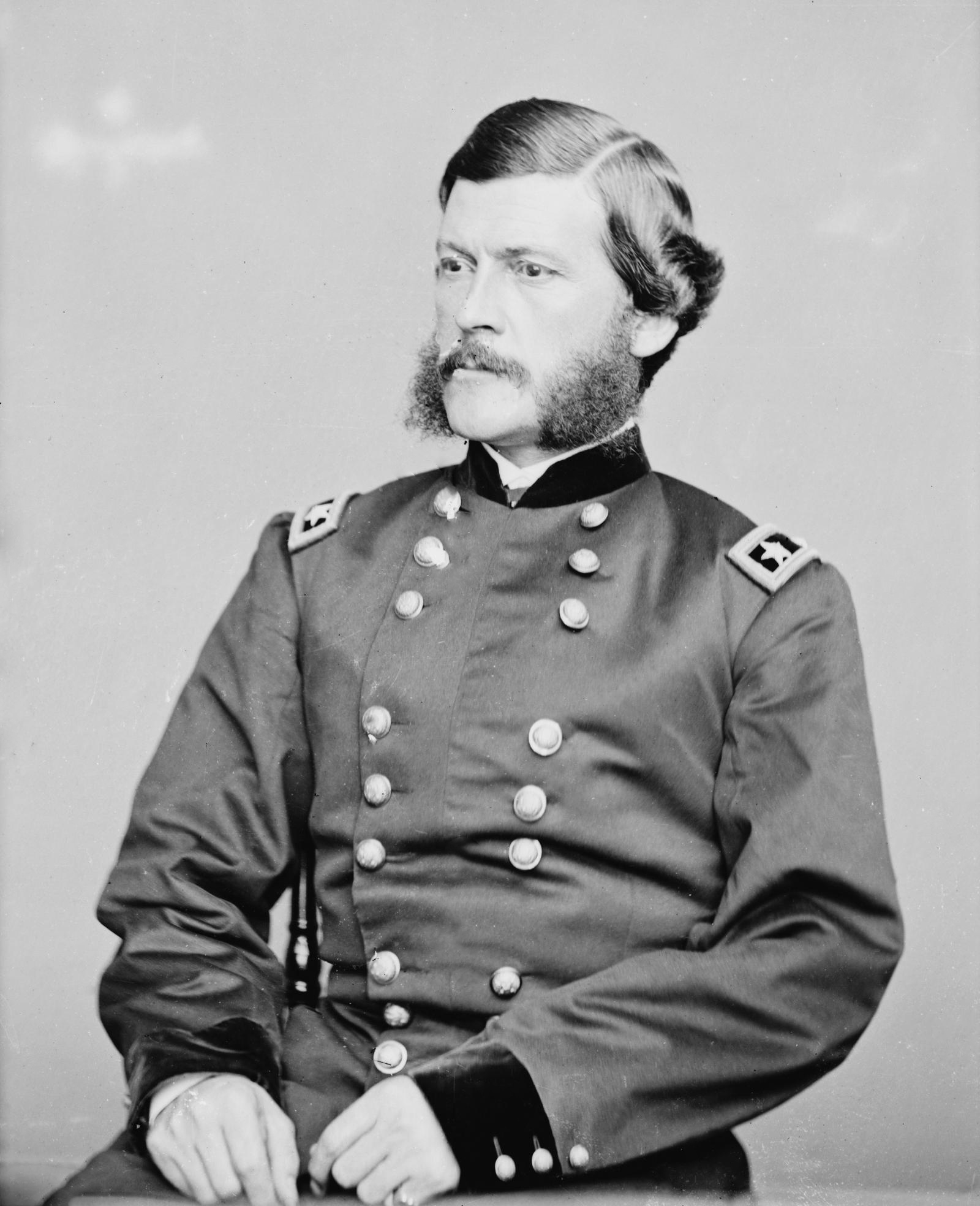
generaal-majoor John Parke, Noordelijke bevelhebber

Op 4 december trok Longstreet zich in noordoostelijke richting terug na de mislukte belegering van Knoxville. De Noordelijke generaal-majoor John G. Parke zette de achtervolging in. Hij had sinds kort generaal-majoor Ambrose E. Burnside opgevolgd. De Zuidelijken arriveerden ’s avonds bij Blain’s Crossroads op ongeveer 27 km ten oosten van Rogersville.
De volgende ochtend trokken de Zuidelijken zich verder terug naar Rogersville via Bean’s Station. Toen de informanten van Longstreet meldden dat de Noordelijke cavalerie zich bij Bean’s Station bevond zonder infanteriesteun, besliste hij om de Noordelijken aan te vallen. Op 14 december probeerde Longstreet om de Noordelijke stellingen te omsingelen. Hij stuurde zijn cavalerie onder leiding van William Martin naar de vijandelijke achterhoede om hun communicatielijnen af te snijden.

## De slag
In de ochtend van 14 december vertrok Bushord Johsons infanteriedivisie als eerste op de voet gevolgd door Lafayette McLaws divisie en eenheden van Hoods divisie. De cavaleriebrigade van kolonel Henry Giltner stootte op Noordelijke voorposten rond 14.00u. De Noordelijke slaglinie lag langs de Rutledge Road. De Noordelijke bevelhebber brigadegeneraal Shackelford had zijn artillerie op beide flanken achter een beekje opgesteld.
De Zuidelijke strijdmacht viel de beide vijandelijke flanken aan. De Tennessee brigade van Johnsons divisie viel aan vanuit het zuiden terwijl de Alabama brigade onder leiding van Archibald Gracie de noordelijke flank aanviel. Deze aanval werd zwaar onder vuur genomen door de Noordelijke artillerie en infanterie. De Zuidelijke batterijen kwamen dichter om hun infanterie te ondersteunen. Ondertussen stuurde Longstreet een brigade rond Gracie’s flank om de Noordelijke linkerflank te treffen. De Noordelijken zagen wat er aan de hand was en trokken zich al vechtend terug om de integriteit van de slaglinie te vrijwaren. De Noordelijken trokken zich succesvol terug naar Rutledge road. Ook de Noordelijke cavalerie kon vrijwel ongeschonden het slagveld verlaten.

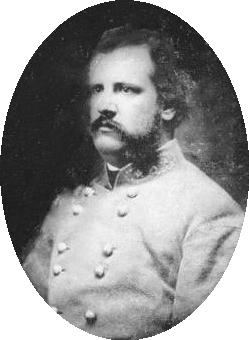
Archibald Gracie, Zuidelijke bevelhebber van de cavalerie onder James Longstreet.

De volgende dag werd de strijd verder gezet toen de Zuidelijke cavalerie slaags raakte met de Noordelijke voorposten bij Rutledge Road. Na enkele botsingen werd de strijd gestaakt toen bleek dat de Noordelijke slaglinie te sterk was om te breken. De Zuidelijken trokken zich terug naar Bean's Station.. Daarna trok Longstreet zijn korps terug zoals eerst gepland.

## Gevolgen
De Noordelijken verloren ongeveer 700 soldaten tegenover 900 Zuidelijke slachtoffers. Bean’s Station was het einde van de gevechten rond Knoxville. Hoewel deze slag als een Zuidelijke overwinning kan beschouwd worden omdat ze erin geslaagd waren om de Noordelijke achtervolgers tot staan te brengen, had Longstreet te weinig soldaten om opnieuw het initiatief te nemen. Longstreet betrok zijn winterkwartieren en trok de volgende lente terug naar het Army of Northern Virginia.

## Aanbevolen lectuur
- Smith, David (1999). Campaign to Nowhere: The Results of General Longstreet’s Move into Upper East Tennessee. Strawberry Plains Press.
- Boatner, Mark M. (1959). The Civil War Dictionary. New York: David McKay Co.. pp. 53–54. ISBN 0-679-50013-8.